# Kornickeria louisi
Kornickeria louisi is een mosselkreeftjessoort uit de familie van de Cypridinidae. De wetenschappelijke naam van de soort is voor het eerst geldig gepubliceerd in 1993 door Cohen & Morin.